# Таджик (Нью-Мексико)
Таджик (англ. Tajique) — переписна місцевість (CDP) в США, в окрузі Торренс штату Нью-Мексико. Населення — 106 осіб (2020).

## Географія
Таджик розташований за координатами 34°45′36″ пн. ш. 106°18′4″ зх. д. / 34.76000° пн. ш. 106.30111° зх. д. (34.760038, -106.301019).  За даними Бюро перепису населення США в 2010 році переписна місцевість мала площу 7,00 км², уся площа — суходіл.

## Демографія
Згідно з переписом 2010 року, у переписній місцевості мешкало 130 осіб у 54 домогосподарствах у складі 31 родини. Густота населення становила 19 осіб/км².  Було 68 помешкань (10/км²).
Расовий склад населення:
| - 40,8 % — білих - 1,5 % — корінних американців - 54,6 % — осіб інших рас |

До двох чи більше рас належало 3,1 %. Частка іспаномовних становила 76,2 % від усіх жителів.
За віковим діапазоном населення розподілялося таким чином: 26,9 % — особи молодші 18 років, 62,3 % — особи у віці 18—64 років, 10,8 % — особи у віці 65 років та старші. Медіана віку мешканця становила 41,5 року. На 100 осіб жіночої статі у переписній місцевості припадало 97,0 чоловіків;  на 100 жінок у віці від 18 років та старших — 106,5 чоловіків також старших 18 років.
Цивільне працевлаштоване населення становило 0 осіб. 